# Josef Štochl
Josef Štochl (2. března 1966 Havlíčkův Brod – 9. února 2014 tamtéž) byl český literární vědec, jazykovědec, básník a překladatel, autor knihy Svět díla Jiřího Ortena (Praha, Aula-Torst 2011, 357 stran, německé resumé, ISBN 978-80-7215-421-0 /Torst/, 978-80-86751-12-2 /Aula/).
Vystudoval na Filozofické fakultě Univerzity Karlovy obor knihovnictví a vědecké informace (1988) a filologickou bohemistiku a germanistiku (1997). Těžiště jeho činnosti spočívalo v literární vědě, zejména ve versologii (vědě o verši), a jazykovědě, ale angažoval se též mimo filologickou sféru.
J. Štochl publikoval mj. v České literatuře, Jazykovědných aktualitách, Češtináři, Ústretech, v revui Pandora, Revolver Revui, Tvaru, Hostu, Akordu, Britských listech, Právu, zpravodaji ČTK Wirtschaft und Politik, Zprávách Spolku českých bibliofilů v Praze, Studentských listech, Zprávách Společnosti křesťanů a Židů, Střední Evropě (překlad), Divadelních novinách, A-kontra, příloze Katolického týdeníku Perspektivy, Křesťanské revui, Teologickém sborníku, Pražském demokratu.
Jeho vědecké, umělecké texty a překlady byly reflektovány mj. v České literatuře, Českém jazyce a literatuře, Slovu a slovesnosti, Jazykovědných aktualitách, Akordu, Slavii, Aluzi, Nových knihách, Týdeníku Rozhlas, Češtináři, Tvaru, Literárních novinách, Psím vínu, Mladé frontě Dnes, slovenském Sme, Obrysu-Kmeni, Národním osvobození, České metanoii, Teologických textech, v revui Pandora, v Britských listech, na rozhlasové stanici Vltava.
Jednu studii publikoval pod pseudonymem František Jonáš.
Štochlovými univerzitními učiteli byli zejména Miroslav Červenka, Pavel Novák, Vladimír Štěpánek, Alexandr Stich, Zdena Palková, Zdeněk Starý.
Mezinárodně renomovaný vědec Miroslav Červenka, největší československý strukturalista po první strukturalistické generaci, hodnotil Štochlovy versologické analýzy slovy: „[…] systematičnost těchto analýz sotva má nějakou obdobu.“ (Červenka 1997/2004) Marie Rút Křížková/ZDE odkaz na Wikipedii/, před Štochlovým vstupem na scénu obecně pokládaná za největší ze znalkyň a znalců díla Jiřího Ortena, nositelka Americké národní ceny za nejlepší zahraniční knihu o holokaustu (za přípravu knihy o kulturní tvorbě v Terezíně Je mojí vlastí hradba ghett?), pokládá Štochlův Svět díla Jiřího Ortena za knihu roku 2012: „S radostí konstatuji, že tento můj o generaci mladší kolega ční jako ortenovský badatel vysoko nade mnou a stává se tou nejvyšší laťkou pro příští ortenology.“
Jako první v české versologii aplikoval J. Štochl testy statistické významnosti (zejména Štochl 2011, ale již in týž, „,Nejprve hlína‘ aneb ,Zářivý Bůh‘, ,země Tma‘ a temný jas zpěvu. Těžítka světa díla Jiřího Ortena a jeho čtyřstopý jamb“, in V. Färber /ed./, Vladimír Holan a jeho souputníci. Sborník příspěvků z III. kongresu světové literárněvědné bohemistiky Hodnoty a hranice.Svět v české literatuře, česká literatura ve světě. Svazek 2 /Praha/, s. 40–50), a překonal zhruba tři čtvrtě století jejího "prestatistického" (Doležel 1965 stadia: "Versologické statistiky se vskutku velmi málo staraly o statistickou významnost výsledků srovnávání. Polehčující okolností snad může být, že výpočty bývaly dost náročné [...] Vaše snaha informace z analýz ukotvit vůči nějaké objektivní základně (obecně řečeno) je důležitým požadavkem a pozitivním posunem v poznání [...] Silným dojmem je intelektuální prožitek [...] z knížky samé. Mnohovrstevnost textu a autorova myšlení; mozaika, za níž čtenář soustavně pociťuje celistvost vize v mysli autora; prolínání znalostí z různých disciplín; vertikální strukturovanost, která se musí vypořádat s linearitou řečového sdělování."
(Z e-dopisu filoložky univ. prof. PhDr. Zdeny Palkové, CSc., Josefu Štochlovi z 26. 9. 2012, napsaného po přečtení knihy Svět díla Jiřího Ortena.)
J. Štochl poprvé v Česku užil algebraické metody pro zkoumání vlivu přízvukování jedné silné pozice na přízvukové pojetí iktu sousedního a nejednou opravil svého učitele M. Červenku. To uznal sám Červenka (1999exponent[4]) a ocenilo zejména nové pokolení literárních vědců, poetolog Lukáš Neumann a versolog Petr Plecháč (2012). ",Jak upozornil a doložil ve své práci J. Štochl [1998], je v řádcích s takovým [,daktylským´] incipitem zeslabující působení 1. iktu na druhý málo pravděpodobné, neboť vzniklá sestava
W0s1w1s2w2 by předpokládala pětislabičný takt, a ten je v rytmickém slovníku velice málo frekventovaný´ (ČERVENKA 1999: 457; notace upravena podle našeho úzu)" (Plecháč 2012: 29).exponent[5]
V knize Svět díla Jiřího Ortena přináší J. Štochl i další obecněteoretické novinky, např. statistiku vzestupných počátků českých vět v neveršovaných textech (ve versologii důležitou zejména pro odlišení "daktylotrochejsky" rytmovaného jambu od daktylotrocheje) vycházející z mnohem rozsáhlejšího materiálu než o 80 let starší statistika V. Mathesia. Štochl se navíc na rozdíl od Mathesia neomezuje na hlavní věty ani na uměleckou prózu.
Komparativní studií „Pravopis: němčina před reformou, čeština po ní“ (Češtinář 7, 1996/97, č. 3, s. 65–77) vyvolal J. Štochl bouřlivou lingvistickou polemiku. Bibliografický záznam této studie i navazující Štochlovy studie z Jazykovědných aktualit (1999) byl zařazen na "Slavistik-Portal"ZDE(odkaz na: www.slavistik-portal.de), provozovaný oddělením pro východní Evropu berlínské Státní knihovny.
Na straně Josefa Štochla veřejně vystoupil největší žijící český lingvista Petr Sgall („Neochuzujme spisovnou češtinu“, Český jazyk a literatura 49, 1998/99, č. 1–2, s. 29–35; záznam též na "Slavistik-Portal"ZDE/odkaz na: www.slavistik-portal.de/. Do této polemiky na Štochlově straně vstoupil svými maily z 25. 6. 1998 a 18. 9. 1998, rozeslanými desítkám českých i zahraničních jazykovědců, tehdejší ředitel Ústavu lingvistiky a ugrofinistiky Filozofické fakulty Univerzity Karlovy Pavel Novák. U této příležitosti sestavil první výběrovou bibliografii Štochlova díla (a první Štochlovu nesvéživotopisnou biografii, obé v e-listě z 18. 9. 1998), další takové bibliografie pocházejí z pera J. Šulce (2001) a J. Habánka (2004).
Roku 2009 J. Štochl na základě studia archivních pramenů odhalil plagiát univ. prof. M. Balowského (publikováno v Akordu 28, 2010, č. 9, s. 483–493), jenž poté opustil své univerzitní působiště.

### Literárněvědné knihy
- Mezi hláskovou instrumentací a rýmem /Se zaměřením na Rilkovy Duinské elegie a pozdní tvorbu Vladimíra Holana/ (Praha 2004)
- Svět díla Jiřího Ortena (Praha 2011)

### Poezie
- Ztracený brod (Praha 2001)

### Překlady
- Vouga, François: Dějiny raného křesťanství (Brno-Praha 1997)
- Ockenfels, Wolfgang: Evropský sociální řád a subsidiarita (Brno 1997; s V. Šustkem)
- Maier, Hans: Revoluce a církev (Brno 1999; na překladu prvního dílu se podílel L. Kabát, francouzské citáty převedl J. Stejskal)
- Kasack, Wolfgang: Slovník ruské literatury 20. století (Praha 2000; od hesla Najman po heslo Parnov včetně)
- Lobkowicz, Mikuláš: Duše Evropy (Praha 2001; kromě dvou statí převzatých z Teologických textů)
- Corbach, Dieter: Daniel - muž z jámy lvové. Ze života Daniela Oswalda Rufeisena (Hradec Králové 2006)
- Habel, Fritz Peter a kolektiv: Sudetští Němci (Hradec Králové 2006; s mimořádně rozsáhlým kritickým poznámkovým aparátem J. Štochla)